# Władysław Hańcza

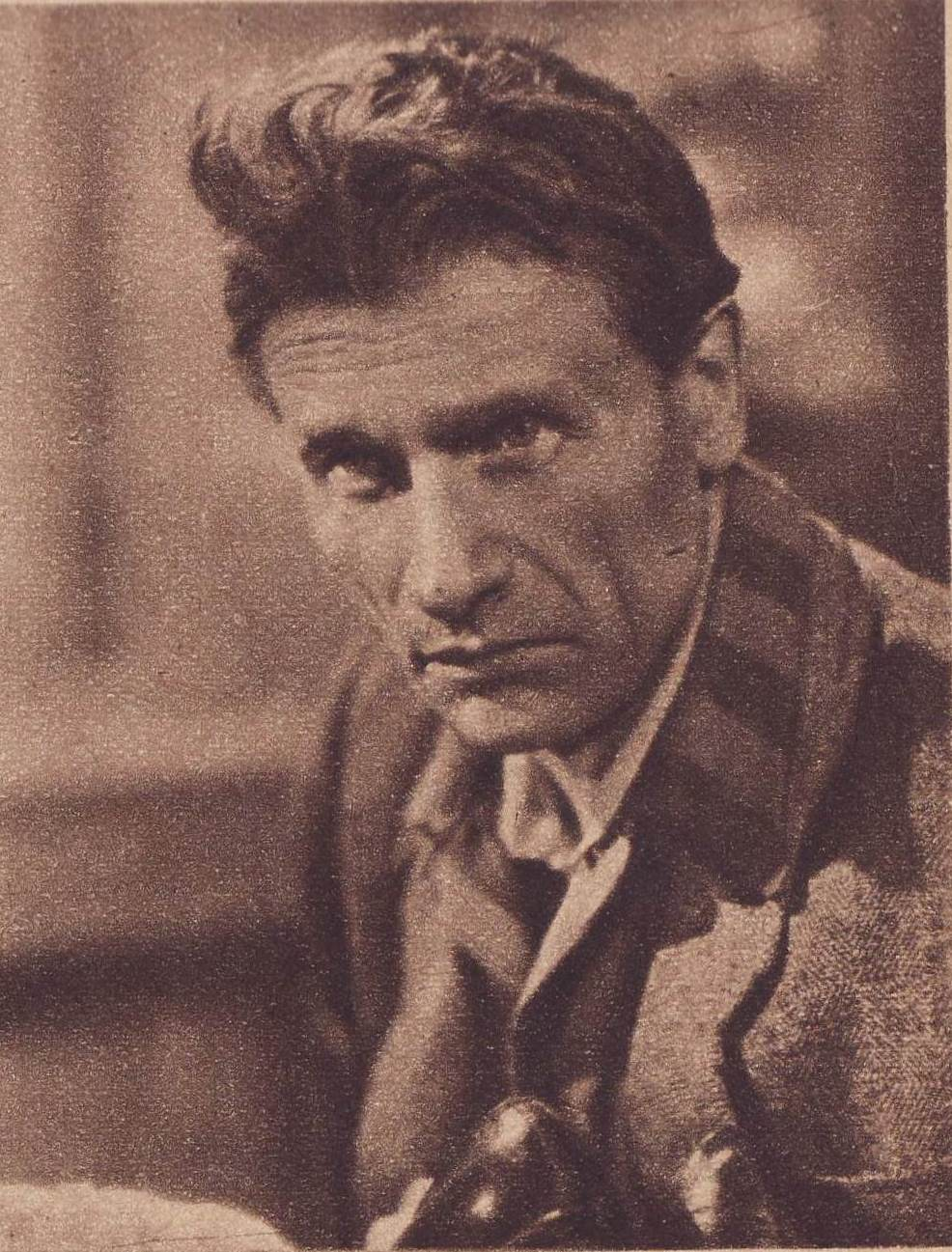
Władysław Hańcza w filmie Dwie godziny, 1946

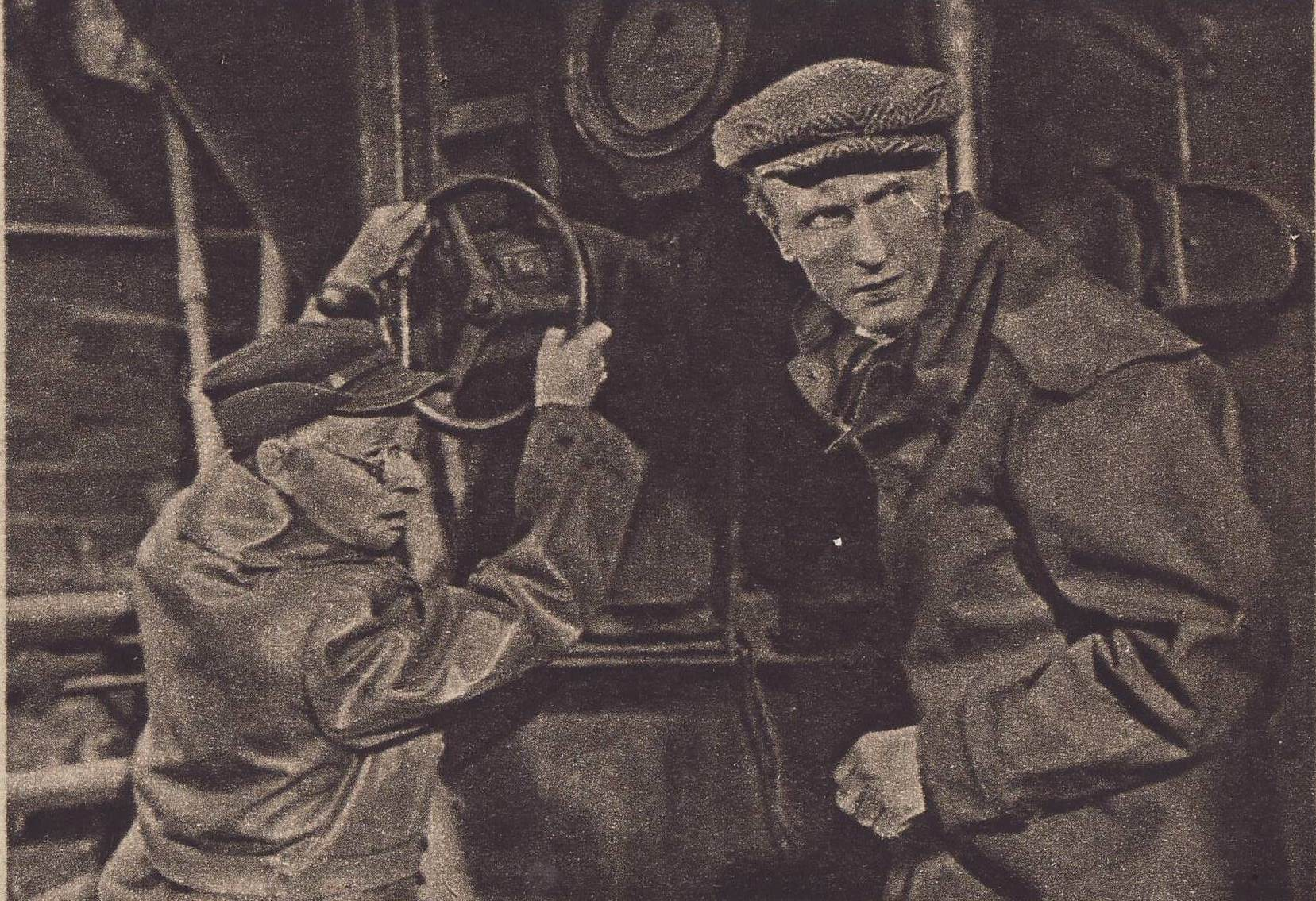
Władysław Hańcza (po prawej) i Edmund Biernacki w filmie Stalowe serca, 1947

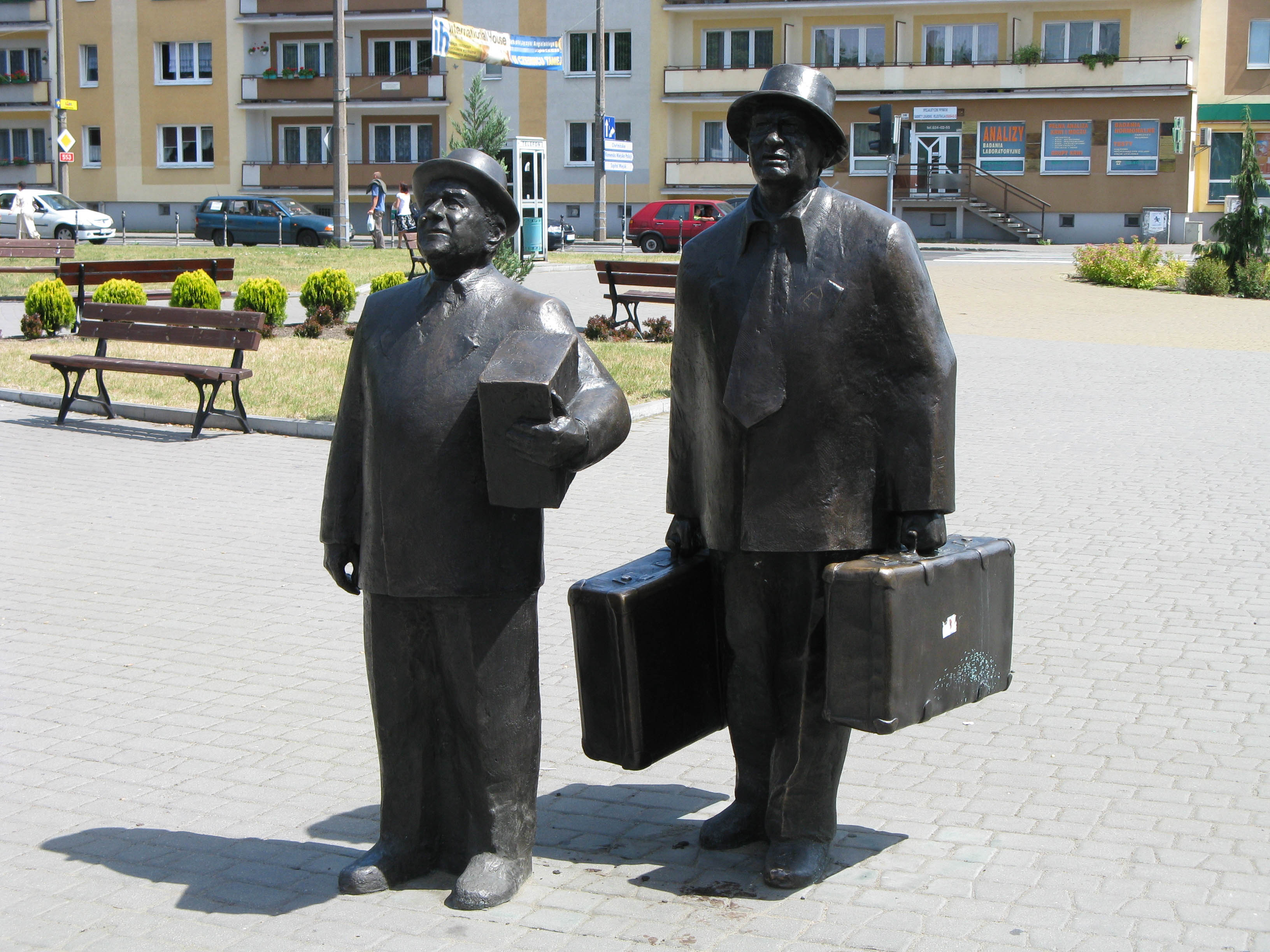
Wacław Kowalski, jako Kazimierz Pawlak i Władysław Hańcza, jako Władysław Kargul, pomnik w Toruniu

Władysław Hańcza; pierwotne nazwisko Tosik (ur. 18 maja 1905 w Łodzi, zm. 19 listopada 1977 w Warszawie) – polski aktor filmowy i teatralny, pedagog.

## Młodość i kariera sceniczna
Urodził się w Łodzi 18 maja 1905 w rodzinie związanej z przemysłem włókienniczym. Syn Władysława Tosika i Karoliny z Chanieckich. Nazwisko Tosik zostało zmienione 17 lipca 1946 aktem nr XX.O.IV.3-1/76/46 prezydenta miasta Łodzi. W 1924 zdał maturę w Gimnazjum Humanistycznym im. ks. I. Skorupki w Łodzi. Początkowo miał być inżynierem włókiennikiem, ale sprawy rodzinne przeszkodziły mu w wyjeździe na studia do Belgii. Wtedy zdecydował przenieść się do Poznania, gdzie na Uniwersytecie Poznańskim podjął studia filozoficzne i polonistyczne, które przerwał w 1927, by rozpocząć naukę w Szkole Dramatycznej przy Teatrze Polskim w Poznaniu.
27 listopada 1927 zadebiutował jako aktor na poznańskiej scenie rolą Hermesa w przedstawieniu Noc listopadowa według Wyspiańskiego. W czerwcu 1929 zdał egzamin kwalifikacyjny ZASP-u i stał się pełnoprawnym aktorem. Na poznańskiej scenie występował do roku 1930, później do wybuchu wojny grał kolejno w: Teatrze Śląskim w Katowicach w latach 1930–1931, Teatrze Miejskim w Toruniu w latach 1931–1932, Teatrze Stanisławy Wysockiej w Łodzi w latach 1932–1933, ponownie w Teatrze Polskim w Poznaniu w latach 1933–1937 oraz w łódzkich teatrach – w sezonie 1937/1938 w teatrze Kameralnym i Teatrze Miejskim w latach 1937–1939. Tuż przed wybuchem wojny przeniósł się do Warszawy, gdzie miał grać w Teatrze Narodowym. W czasie wojny pracował w Warszawie jako magazynier i konwojent. Po upadku powstania warszawskiego został wywieziony do Niemiec do obozu pracy w Chociebużu, gdzie przebywał od października 1944 do maja 1945.
Po powrocie do kraju występował w latach 1945–1946 i 1947–1948 w Teatrze Wojska Polskiego w Łodzi, a w sezonie 1946–1947 krótko grał w Krakowie, gdzie zadebiutował również jako reżyser teatralny. W 1948 rozpoczął pracę w Teatrze Polskim w Warszawie, którego aktorem pozostał aż do śmierci w 1977. Lektor Polskiej Kroniki Filmowej w latach 1944–1953. Przez wiele lat był wykładowcą PWST w Warszawie.

## Kariera filmowa
W filmie zadebiutował dopiero po wojnie rolą byłego obozowego kapo Filipa w filmie Dwie godziny z 1946 (premiera odbyła się w 1957). To właśnie role filmowe przyniosły Hańczy największą popularność i uznanie. Zagrał w ok. 40 filmach i serialach telewizyjnych; kreował zwykle role drugoplanowe, jednak jego wyrazista sylwetka, dykcja i charakterystyczny głos zwracały uwagę i utrwalały się w pamięci. Prawdziwą sławę i stałe miejsce w pamięci widzów przyniosły mu głównie trzy wybitne filmowe kreacje. Pierwsza z nich to Władysław Kargul w komediowej trylogii Sylwestra Chęcińskiego, na którą składają się filmy: Sami swoi (1967), Nie ma mocnych (1974) oraz Kochaj albo rzuć (1977). Stworzył w nich niezapomniany duet z Wacławem Kowalskim. Kolejnymi wielkimi rolami Hańczy były: Maciej Boryna w serialu Chłopi (1971–1972) Jana Rybkowskiego oraz Janusz Radziwiłł w Potopie (1974) Jerzego Hoffmana.
22 lipca 1973 otrzymał Nagrodę Ministra Kultury i Sztuki I stopnia.

## Życie prywatne
Dwukrotnie żonaty. Pierwszą żoną Hańczy była aktorka Helena Chaniecka. Byli małżeństwem od 1929 do rozwodu w 1948. Mieli jednego syna, również Władysława (1932–1966). Jego drugą żoną była popularna aktorka Barbara Ludwiżanka. Byli małżeństwem do śmierci Hańczy w 1977. Nie mieli dzieci.

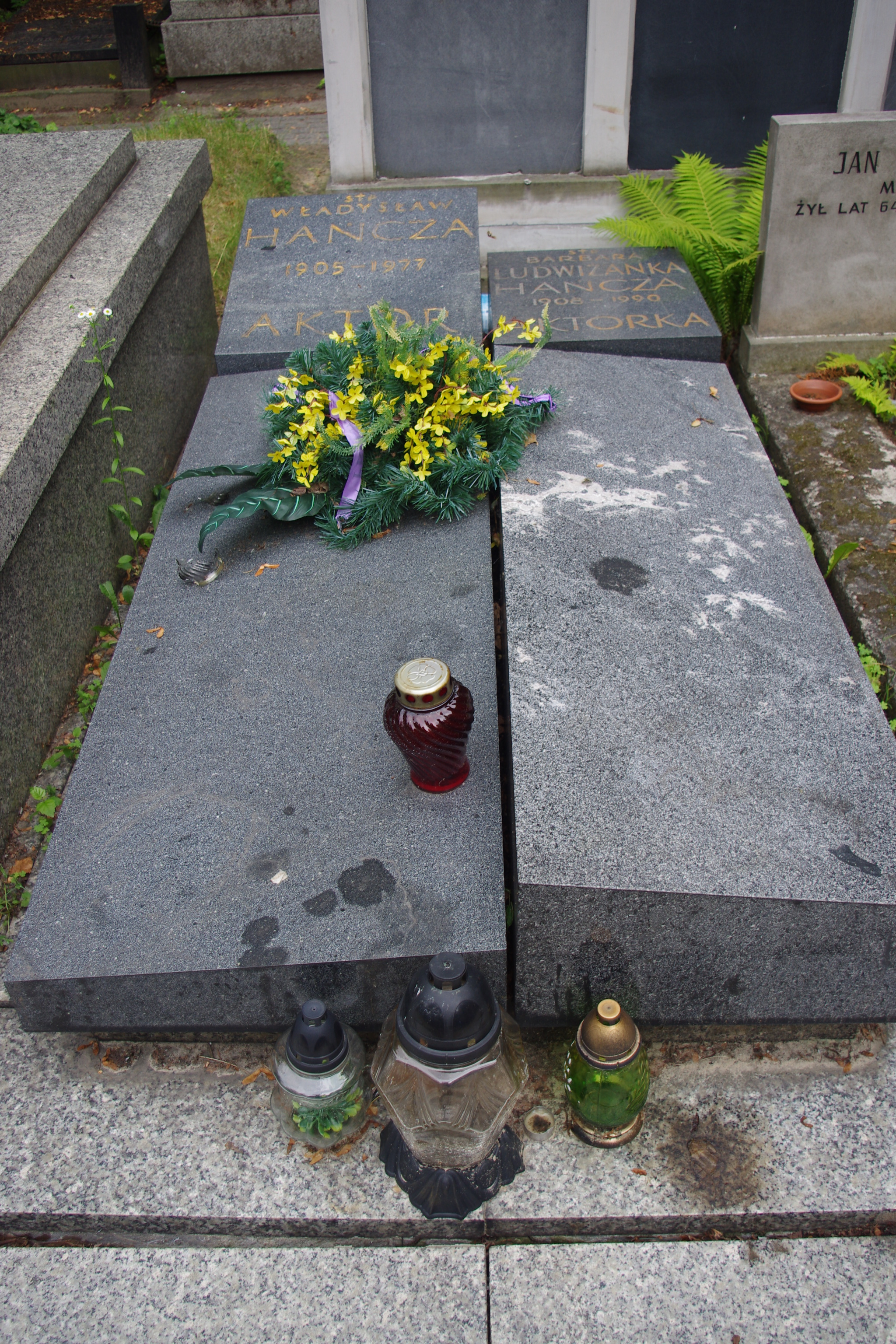
Grób Władysława Hańczy na cmentarzu Powązkowskim w Warszawie

Zachorował niespodziewanie jesienią 1977. Trafił do szpitala w Warszawie, gdzie zmarł 19 listopada 1977. Miał 72 lata. Został pochowany na cmentarzu Powązkowskim w Warszawie (kwatera 167-3-3). W 1990 spoczęła obok niego żona, Barbara Ludwiżanka.

## Filmografia
| Filmy fabularne     |                             |                                   |                                                                  |
| Rok                 | Tytuł                       | Reżyser                           | Rola                                                             |
| 1946                | Dwie godziny                | Stanisław Wohl, Józef Wyszomirski | kapo Filip                                                       |
| 1948                | Stalowe serca               | Stanisław Januszewski             | inżynier Karol                                                   |
| 1953                | Żołnierz zwycięstwa         | Wanda Jakubowska                  | generał Janczar                                                  |
| 1962                | Jadą goście jadą...         | Andrzej Trzos-Rastawiecki         | proboszcz                                                        |
| 1964                | Upał                        | Kazimierz Kutz                    | głos premiera                                                    |
| 1965                | Popioły                     | Andrzej Wajda                     | ojciec Rafała                                                    |
| 1965                | Miejsce dla jednego         | Witold Lesiewicz                  | dyrektor Zjednoczenia Rybicki                                    |
| 1966                | Kochankowie z Marony        | Jerzy Zarzycki                    | Gulbiński                                                        |
| 1967                | Tortura nadziei             | Ewa Petelska, Czesław Petelski    | Wielki Inkwizytor                                                |
| 1967                | Sami swoi                   | Sylwester Chęciński               | Władysław Kargul; rola dubbingowana przez Bolesława Płotnickiego |
| 1967                | Ja gorę!                    | Janusz Majewski                   | duch księcia Wilibalda Zatorskiego; tylko głos                   |
| 1968                | Hrabina Cosel               | Jerzy Antczak                     | generał Schulenburg                                              |
| 1969                | Pan Wołodyjowski            | Jerzy Hoffman                     | Nowowiejski                                                      |
| 1970                | Romantyczni                 | Stanisław Różewicz                | dziedzic Nawrocki                                                |
| 1970                | Epilog norymberski          | Jerzy Antczak                     | Hjalmar Schacht                                                  |
| 1970                | Dzięcioł                    | Jerzy Gruza                       | major Maksymilian Przebóg-Łaski                                  |
| 1971                | Niebieskie jak Morze Czarne | Jerzy Ziarnik                     | dyrektor fabryki występujący w telewizji                         |
| 1971                | Kłopotliwy gość             | Jerzy Ziarnik                     | przewodniczący Rady Narodowej                                    |
| 1971                | Diament radży               | Sylwester Chęciński               | generał Thomas Vandeleur                                         |
| 1971                | Pięć i pół bladego Józka    | Henryk Kluba                      | proboszcz                                                        |
| 1972                | Kaprysy Łazarza             | Janusz Zaorski                    | ksiądz proboszcz                                                 |
| 1973                | Chłopi                      | Jan Rybkowski                     | Maciej Boryna                                                    |
| 1973–1974           | Potop                       | Jerzy Hoffman                     | książę Janusz Radziwiłł                                          |
| 1974                | Nie ma mocnych              | Sylwester Chęciński               | Władysław Kargul                                                 |
| 1975                | Noce i dnie                 | Jerzy Antczak                     | Jan Łada                                                         |
| 1975                | Kazimierz Wielki            | Ewa Petelska, Czesław Petelski    | Jarosław Bogoria Skotnicki                                       |
| 1975                | Dzieje grzechu              | Walerian Borowczyk                | doktor Wielgosiński                                              |
| 1975                | Doktor Judym                | Włodzimierz Haupe                 | Kalinowicz                                                       |
| 1976                | Zielone, minione...         | Gerard Zalewski                   |                                                                  |
| 1976                | Karino                      | Jan Batory                        | prezes klubu jeździeckiego                                       |
| 1977                | Kochaj albo rzuć            | Sylwester Chęciński               | Władysław Kargul                                                 |
| 1977                | Granica                     | Jan Rybkowski                     | minister                                                         |
| Seriale telewizyjne |                             |                                   |                                                                  |
| Rok                 | Tytuł                       | Reżyser                           | Rola                                                             |
| 1968                | Stawka większa niż życie    | Janusz Morgenstern, Andrzej Konic | hrabia Edwin Wąsowski (odc. 6)                                   |
| 1968                | Hrabina Cosel               | Jerzy Antczak                     | generał Schulenberg                                              |
| 1969                | Przygody pana Michała       | Paweł Komorowski                  | Nowowiejski (odc. 7, 8 i 9)                                      |
| 1972                | Chłopi                      | Jan Rybkowski                     | Maciej Boryna                                                    |
| 1973                | Wielka miłość Balzaka       | Wojciech Solarz                   | Karol Hański (odc. 5)                                            |
| 1973                | Stawiam na Tolka Banana     | Stanisław Jędryka                 | „Fater” (odc. 6)                                                 |
| 1973                | Droga                       | Sylwester Chęciński               | Władysław Kargul (odc. 5)                                        |
| 1975, 1977          | Czterdziestolatek           | Jerzy Gruza                       | ojciec Magdy Karwowskiej (odc. 9, 19 i 20)                       |
| 1977                | Noce i dnie                 | Jerzy Antczak                     | Jan Łada (odc. 1 i 2)                                            |

## Role teatralne
- Horsztyński, jako Horsztyński
- Rozdroże miłości (1947), jako ksiądz Jan
- Na dnie (1949), jako Bubnow
- Lorenzaccio (1955), jako Alexandro Medici
- Dziady (1955), jako senator
- Maria Stuart (1958), jako Botwel
- Mazepa (1958), jako wojewoda
- Don Carlos (1960), jako Inkwizytor (także reżyseria)
- Pożądanie w cieniu wiązów (1961), jako Cabot
- Król Lear (1962), jako król Lear
- Bracia Karamazow (1963), jako Fiodor
- Borys Godunow (1963), jako Borys Godunow
- Lilla Weneda (1968), jako Derwid
- Martwe dusze, (1969); reżyseria
- Zmierzch długiego dnia (1972), jako James Tyrone
- Przy pełni księżyca (1977), jak Matwiej (ostatnia teatralna rola)

## Słuchowiska dla dzieci
- Czerwony kapturek (1961), jako Wilk

## Ordery i odznaczenia
- Order Sztandaru Pracy I klasy (1976)
- Krzyż Komandorski Orderu Odrodzenia Polski (1964)[8]
- Krzyż Kawalerski Orderu Odrodzenia Polski (11 lipca 1955)[9]
- Medal 10-lecia Polski Ludowej (19 stycznia 1955)[10]
- Odznaka "Zasłużony dla Teatru Polskiego" (1976)[11]